# 존 폴슨
존 폴슨(John Polson, 1965년 10월 6일 ~ )은 오스트레일리아의 배우, 영화 감독이다.

## 출연 작품
- 미션임파서블2
- 드라이 - 스콧 휘틀럼 역

## 수상
- 1999년 제3회 부천국제판타스틱영화제 베스트 오브 부천